# 26757 Bastei
26757 Bastei è un asteroide della fascia principale. Scoperto nel 2001, presenta un'orbita caratterizzata da un semiasse maggiore pari a 2,5849537 UA e da un'eccentricità di 0,2667633, inclinata di 12,97796° rispetto all'eclittica.
L'asteroide è dedicato all'omonima formazione di picchi rocciosi nella Svizzera sassone.